# Champ de coquelicots (Monet)
Pour les articles homonymes, voir Champ de coquelicots.
Champ de coquelicots est une huile sur toile du peintre impressionniste français Claude Monet datant de 1886. Elle est conservée au musée de l'Ermitage de Saint-Pétersbourg, où elle est entrée en 1948 et mesure 60,5 × 92 cm.
Elle représente un champ de coquelicots dans la campagne de Giverny, où Claude Monet possédait une propriété.